# Physoschistura mango
Physoschistura mango — вид коропоподібних риб родини Nemacheilidae. Описаний у 2023 році.

## Назва
Вид названо на честь манго, через помаранчево-жовту м'якоть його плоду як і забарвлення риби.

## Поширення
Ендемік М'янми. Поширений у штаті Шан.

## Опис
Вид відрізняється від однорідних тим, що він має надзвичайно короткий і неповний канал бічної лінії на тілі, лише з 5–6 порами; кілька скорочень в системі головного каналу бічної лінії; особливостями забарвлення, включаючи чорну або коричневу горизонтальну смугу вздовж тіла в поєднанні з яскравим помаранчево-червонуватим фоновим кольором у зрілих самців. З максимальною зареєстрованою довжиною 23,4 мм SL він є одним із найменших представників родини Nemacheilidae.